# أرجمون رقيق
أرجمون رقيق (الاسم العلمي:Argemone gracilenta) هو نوع من النباتات يتبع جنس الأرجمون من الفصيلة الخشخاشية.